# 何乐进
何乐进（英語：James Heller），美国外交官，曾任美国驻上海总领事。

## 经历
2020年至2023年，任美国驻上海总领事馆总领事，在此之前任美国国务院日本事务办公室主任。
何乐进曾在台湾协调办公室、朝韩事务办公室、国务院24小时运营中心、乌克兰、摩尔多瓦和白俄罗斯事务办公室以及多边贸易事务办公室任职。他曾两次任职于美国驻华大使馆，还在美國駐韓國大使館、美國駐烏克蘭大使館以及伊拉克埃尔比勒地区重建小组工作过。
毕业于密歇根大学，拥有文科学士学位和文科硕士学位，也是南京大学-霍普金斯大学中美文化研究中心的毕业生。

## 家庭
妻子耿欣（Lisa K. Heller）也是一名外交官（现任美国驻广州总领事），育有一子一女。